# Vil·la romana de Barrugat
La Vil·la romana de Barrugat és un jaciment arqueològic de l'època romana que es troba a Tortosa (Baix Ebre), declarat Bé cultural d'interès local.

## Situació
El jaciment arqueològic de Barrugat se situa dins la vall al·luvial que conforma el riu Ebre, a una extensa franja de terreny entre les terrasses superiors i el marge esquerre del riu, després de formar un ample meandre.

## Descripció
El jaciment s'identifica com una vil·la romana de grans dimensions d'època baix-imperial. Tot i això, es conserven algunes restes datades entre els segles III a.C i IV d.C. El moment més important d'ocupació compren de finals del període romà i tota l'etapa visigòtica.

## Història
L'assentament fou descobert l'any 1910 durant la construcció del canal esquerre de l'Ebre, que tallà el jaciment de nord a sud.
L'any 1984 es dugué a terme la primera intervenció científica motivada per l'esllavissada de dues vores del canal. Els treballs varen donar com a resultat, la localització de les restes romanes d'un hipocaust molt ben conservat amb restes de mosaics, alguns d'ells aixecats sobre pilaes i acompanyats d'altres elements característics d'unes termes.
També es localitzà a la vil·la, material arqueològic de diferents contexts: ceràmica ibèrica feta a mà, a torn i pintada, així com, ceràmica d'importació de vernís negre. Respecte al material romà localitzat, destacaren objectes com àmfores, sigillata, monedes i altres objectes metàl·lics i de característiques constructives.
Durant les tasques de revisió de la carta arqueològica es varen localitzar a pocs metres del jaciment, restes d'una necròpolis d'enterraments d'inhumació en àmfora que formaven part del mateix assentament de la vil·la romana. Tant les restes òssies com les àmfores seccionades per la meitat, es visualitzen al tall artificial que hi ha entre els dos camps més inferiors del terreny.
Malauradament, els treballs d'intervenció de 1910 per a la construcció d'un canal, van malmetre i destruir estructures de la vil·la i la necròpolis que també es troba en estat regular a causa de l'activitat agrària que es desenvolupà en el terreny.